# Стшельце-Вельке (гмина)
Стшельце-Вельке (пол. Strzelce Wielkie) — сельская гмина (волость) в Польше, входит как административная единица в Пайенченский повет, Лодзинское воеводство. Население — 4927 человек (на 2004 год).

## Соседние гмины
1. Гмина Льгота-Велька
2. Гмина Ладзице
3. Гмина Нова-Бжезница
4. Гмина Пайенчно
5. Гмина Сульмежице